# Armas Järnefelt
Armas Järnefelt (ur. 14 sierpnia 1869 w Wyborgu, zm. 23 czerwca 1958 w Sztokholmie) – fiński kompozytor i dyrygent, dyrektor Helsińskiego Instytutu Muzycznego w latach 1906–1907.

## Życiorys
Armas Järnefelt urodził się 14 sierpnia 1869 roku w Wyborgu, jako jedno z dziewięciorga dzieci Elisabeth Järnefelt (1839–1929), pochodzącej z bałtycko-niemieckiej rodziny Clodt von Jürgensburg i nazywanej „matką literatury fińskiej” oraz Alexandra Järnefelta (1833–1896), urodzonego niedaleko Wyborga i wywodzącego się z rodziny szwedzkojęzycznych Finów topografa, generała porucznika armii rosyjskiej i senatora, który jako jeden z pierwszych podniósł sprawę uczynienia języka fińskiego (nauczył się go w dzieciństwie) językiem urzędowym kraju Finów oraz językiem inteligencji. Jego braćmi byli m.in. pisarz Arvid Järnefelt (1861–1932) i malarz Eero Järnefelt, a siostrą Aino Järnefelt (1871–1969), która poślubiła kompozytora Jeana Sibeliusa.
Po ukończeniu liceum w Kuopio w 1887 roku, Järnefelt podjął studia prawnicze na Uniwersytecie Helsińskim i zapisał się do Helsińskiego Instytutu Muzycznego. Wkrótce porzucił prawo na rzecz muzyki – w Instytucie studiował kompozycję u Martina Wegeliusa (1882–1906) i doskonalił umiejętności pianistyczne u włoskiego wirtuoza Ferruccio Busoniego (1866–1924).
W latach 1890–1893 kształcił się z zakresu kompozycji i teorii muzyki u niemieckiego kompozytora Alberta Beckera (1834–1899) w Berlinie. W Niemczech zetknął się z twórczością Richarda Wagnera (1813–1883), co miało wpływ na jego działalność artystyczną. Inspiracją stały się interpretacje Wagnera pod batutą Hansa von Bülowa (1830–1894) i Karla Mucka (1859–1940). Wówczas również zaprzyjaźnił się z austriackim kompozytorem i dyrygentem Felixem Weingartnerem (1863–1942).
W latach 1893–1894 Järnefelt przebywał w Paryżu, gdzie kształcił się pod okiem francuskiego kompozytora Jules’a Masseneta (1842–1912).
W 1893 roku Järnefelt ożenił się ze śpiewaczką operową Maikki Pakarinen (1871–1929), z którą razem pracowali w Operze Wrocławskiej, operze w Magdeburgu i Düsseldorfie – ona jako śpiewaczka, a on jako dyrygent. W 1898 roku Järnefeltowie wrócili do Finlandii, gdzie Järnefelt został dyrygentem niewielkiej orkiestry w Wyborgu. W latach 1904–1906 Järnefelt wystawiał opery w Fińskim Teatrze Narodowym, jednocześnie pracował jako dyrygent w Teatrze Królewskim w Sztokholmie. Po śmierci Wegeliusa w 1906 roku, przez rok kierował Helsińskim Instytutem Muzycznym. W 1908 roku został członkiem szwedzkiej Królewskiej Akademii Muzycznej.
Järnefeltowie rozwiedli się w 1908 roku – Maikki poślubiła kompozytora i pianistę Selima Palmgrena (1878–1951), a Armas szwedzką śpiewaczkę Olivię Edström (1876–1971). W 1909 roku Järnefelt został dyrygentem Opery Królewskiej w Sztokholmie, gdzie zamieszkał na stałe. W tym samym roku uzyskał obywatelstwo szwedzkie.
W latach 1932–1936 Järnefelt pełnił funkcję dyrektora artystycznego Opery Fińskiej. W latach 1942–1944 prowadził orkiestrę miasta Helsinek. W 1957 roku Uniwersytet Helsiński nadał mu tytuł doctora honoris causa.
Zmarł 23 czerwca 1958 roku w Sztokholmie.

## Muzyka
Järnefelt komponował w stylu romantycznym. Pierwsze poważne dzieło – poemat symfoniczny Korsholma napisał w wieku lat 25. Tworzył przede wszystkim pieśni solowe (50) i kompozycje chóralne, w tym kantaty. Wiele utworów napisał dla żony Maikki, do jego najbardziej popularnych pieśni zalicza się: Sunnuntaina, Aallon kehtolaulu, Titania, Skymning i Solksen. Jego dwa dzieła napisane dla chóru męskiego – Pois meni merehen päivä i Wanderers Nachtlied weszły do kanonu fińskich utworów chóralnych. Rozgłos międzynarodowy przyniosły mu dwa utwory na orkiestrę – Berceuse (1894) i Preludium (1900). W 1919 roku napisał muzykę do filmu Mauritza Stillera Sången om den eldröda blomman.
Jako dyrygent występował gościnnie w Berlinie, Wiedniu, Rzymie i Budapeszcie. Zasłynął interpretacjami dzieł Sibeliusa, Wagnera, Mozarta i Beethovena. Wyreżyserował wszystkie opery Wagnera z wyjątkiem Rienzi.

## Odznaczenia
- Odznaka Pamiątkowa 90-lecia Króla Gustawa V (1948, Szwecja)[9]
- Odznaka Pamiątkowa 70-lecia Króla Gustawa V (1928, Szwecja)[9]
- Komandor I Klasy Orderu Wazów (Szwecja)[9]
- Kawaler Orderu Gwiazdy Polarnej (Szwecja)[9]
- Medal Litteris et Artibus (1907, Szwecja)[10]
- Krzyż Wielki Orderu Lwa (Finlandia)[9]
- Komandor I Klasy Orderu Białej Róży (Finlandia)[9]
- Komandor Orderu Leopolda II (Belgia)[9]
- Komandor Orderu Korony (Włochy)[9]
- Komandor II Klasy Orderu Zasługi Cywilnej (Hiszpania)[9]
- Kawaler Orderu Danebroga (Dania)[9]
- Kawaler Orderu Świętego Olafa (Norwegia)[9]
- Kawaler Orderu Korony III Klasy (Prusy)[9]